# Разгибания рук
Разгиба́ние рук (францу́зский жим) — изолированное односуставное физическое упражнение для тренировки трицепса. В упражнении также участвует локтевая мышца и суставная мышца локтя. Упражнение также называется «французским жимом», поскольку было придумано атлетами, занимавшимися французской борьбой (позже она была переименована в греко-римскую). Борцы использовали это упражнение для развития силы и выносливости рук, а сам французский жим выполняли лёжа на полу.

## Техника выполнения упражнения
Разгибания рук относится к многосуставным упражнением и является довольно сложным в плане выполнения. Пошаговая техника французского жима выглядит так:
- Занять исходное положение тела: стоя, сидя, лёжа на прямой (или наклонной) скамье.
- Занять исходное положение плечевых костей, сведя локти до уровня плеч и зафиксировав их от перпендикулярного до параллельного позвоночнику.
- Согнуть медленно предплечья со снарядом и выпрямить быстро до прямого состояния руки (в конце для изометрии можно зафиксировать положение).

## Варианты разгибания рук
Упражнение является базовым и одним из наиболее популярных для набора массы трицепса. Оно имеет множество вариантов выполнения:
- разгибания рук со штангой лёжа на полу (или на горизонтально наклоненной скамье).
- разгибания рук со штангой стоя или сидя.
- разгибания рук со штангой обратным хватом (обратный французский жим).
- разгибания рук с двумя гантелями лёжа.
- жим одной гантели из-за головы двумя руками.
- жим Тейта.
- калифорнийский[2]жим.
- разгибания рук в блочном тренажёре (стоя, сидя, лежа).
- разгибания рук из-за головы с блином от штанги.

Наряду с жимом штанги узким хватом и отжиманиями на брусьях, разгибания рук входит в тройку лучших упражнений для развития трицепса. Его с одинаковой эффективностью могут выполнять мужчины и женщины. Для женщин развитие трицепса является первоочередной задачей, поскольку возрастное снижение плотности тыльной стороны рук является насущной проблемой. Но, в отличие от мужчин, для которых наибольшую отдачу даёт силовой стиль выполнения упражнения со средним числом повторений (8—9), женщинам стоит качать мышцы с большим количеством повторений в подходе (12—15).

## Ошибки выполнения упражнения
- Локти разведены — задействуются в движении лопатка и ключица, что ведёт к подключению к работе трапециевидной мышцы, проработать которую в достаточной мере в этом упражнении не получится[6].
- Быстрое опускание штанги ко лбу. Потеря контроля над негативной фазой движения (опускание штанги) грозит получением серьёзной травмы головы.

## Распределение акцента
При разгибании рук нагрузка на трицепсы распределяется в зависимости от хвата, так соотношение нагрузки на медиальную и латеральную и постепенно меняется при повороте кисти:
- прямой хват — проработка в основном медиальной головки;
- вертикальный хват — проработка обеих головок;
- обратный хват — проработка в основном латеральной головки.

Нагрузка распределяется в зависимости от положения плеча, так при опущенном плече в работе практически не участвует длинная головка и вся нагрузка приходится на медиальную и латеральную, с поднятием она всё больше подключается в работу, а поскольку она самая большая и сильная, то в вертикальном положении почти полностью принимает всю нагрузку.